# Агнес де Куртене
Агнес де Куртене (1136, Эдесское графство — 1184, Акко) — дочь Жослена II, графа Эдессы и его жены Беатрис. Известна как мать короля Балдуина IV Иерусалимского и королевы Сибиллы Иерусалимской.

## Происхождение
Дом Куртене правил графством Эдесса. В 1118 году Жослен де Куртене получил эту землю от короля Балдуина II Иерусалимского. Его сын, Жослен II, защищал графство от сарацин до 1144 года. Агнес выросла в Эдессе и жила там до захвата города Имад ад-Дином Занги.

## Первый брак
Первым мужем Агнес был Рейнальд Марашский. Брак был бездетным. Рейнальд погиб в 1149 году в сражении при Инабе с армией Имад ад-Дина Занги. На следующий год Мараш был захвачен турками, а отец Агнес ослеплён и уведён в плен в Алеппо. Узнав об этом, Агнес продала оставшиеся земли Византии, так как всё равно не могла их удержать, и уехала в Антиохию.

## Помолвка с Гуго д’Ибелином
Возможно, Агнес была обручена или даже обвенчана с Гуго д’Ибелином. Но вскоре он был взят в плен турками.

## Брак с Амори I
В 1157 году Агнес вышла замуж за Амори I, графа Яффы и Аскалона, брата короля Балдуина III Иерусалимского. Агнес родила Амори троих детей: Сибиллу, Балдуина и Аликс, умершую в раннем детстве. В этот период Агнес и Амори жили в Иерусалиме, которым управляла как регент королева-мать Мелисенда Иерусалимская, в то время как король Балдуин III был на войне. Мелисенда умерла в 1161 году. В 1163 году умер Балдуин III, и Амори стал королём Иерусалимского королевства.
Высокий Совет Иерусалима отказался утверждать Амори королём до тех пор, пока он не аннулирует свой брак с Агнес. Вероятно, это было вызвано тем, что Агнес не имела достаточного политического влияния для того, чтобы быть королевой. Графство Эдесса было захвачено врагами, и её семья не имела значительных владений. Амори согласился с этими требованиями, но с условием, что дети (Сибилла и Балдуин) сохранят свои права, в том числе право наследовать престол. Кроме этого за Агнес остался титул графини и часть дохода с Яффы и Аскалона. Брак был расторгнут по формальной причине близкого родства — у Агнес и Амори был общий предок Ги де Монлери.

## Брак с Гуго д’Ибелином
Несмотря на сохранение титула и части дохода, Агнес потеряла влияние при дворе. Её дети воспитывались без её участия. Балдуина воспитывал при дворе короля Вильгельм Тирский, а Сибиллу её родственница Иовета Вифанская в монастыре Св. Лазаря в Вифании. В 1167 году Амори взял в жёны Марию Комнину, внучатую племянницу византийского императора Мануила Комнина. Этот брак был призван укрепить союз с Византией.
Вскоре после развода, в 1163 году, Агнес вышла замуж за Гуго д’Ибелина. Их брак длился шесть лет, до смерти Гуго д’Ибелина, который скончался в 1169 году во время паломничества в Сантьяго-де-Компостела.

## Брак с Рено Сидонским
В 1170 году Агнес вышла замуж за Рено Сидонского. Это брак продлился до самой её смерти в 1184 году.
В 1174 году умер король Амори I, и престол унаследовал сын Агнес Балдуин IV Иерусалимский, который в то время уже был болен проказой. Первым регентом при нём был Миль де Планси, но вскоре он был вытеснен Раймундом III. Раймунда поддерживал муж Агнес, Рено Сидонский, и семья предыдущего мужа — Ибелины. Таким образом, Агнес снова оказалась при дворе, рядом со своим сыном, с которым была разлучена. Впоследствии она сопровождала его в Высоком Совете и даже в военных походах, даже после того как он стал слеп и немощен из-за проказы.
Вдовствующая королева Мария Комнина, потеряла влияние при дворе и уехала в Наблус. Мария хотела, чтобы трон наследовала её дочь Изабелла, и по этой причине не ладила с Агнес. Сибилла, наоборот, вернулась ко двору, как только достигла возраста, позволявшего вступление в брак. В 1176 году Балдуин выдал её замуж за Вильгельма Монферратского.